# Istočni mande jezici
Istočni mande jezici (privatni kod: emnd), jedna od dviju glavnih grana mandejskih jezika koji su rašireni po državama zapadne Afrike, odnosno na prostoru Nigerije, Burkine Faso, Obale Slonovače, Benina i Liberije.
Sastoji se od (18) jezika podijeljena u dva glavna podogranka:
a. Istočna (Bisa-Busa; 9) Burkina Faso, Nigerija: 
a1. Bissa jezici (1)Burkina Faso: bissa.
a2. Busa jezici (5) Benin, Nigerija:  boko, bokobaru, busa, kyenga, shanga.
a3. samo jezici, 3 jezika, Burkina Faso: samo (južni, matya, maya).
b. Jugoistočna (9) Obala Slonovače, Nigerija: 
b1. Guro-Tura jezici (5): 
a. Guro-Yaoure jezici (2)  Obala Slonovače: guro, yaouré.
b. Tura-Dan-Mano jezici (3):
b1. Mano jezici (1) Liberija: mann.
b2. Tura-Dan jezici (2): dan, toura.
b2. Nwa-Ben jezici (4) Obala Slonovače: 
a. Ben-Gban jezici (2): beng, gagu.
b. Wan-Mwan jezici (2): mwan, wan.

## Vanjske poveznice
- Ethnologue (14th)
- Ethnologue (15th)